# Papirus 85
Papirus 85 (według numeracji Gregory-Aland), oznaczany symbolem {\displaystyle {\mathfrak {P}}^{85}} – grecki rękopis Nowego Testamentu, spisany w formie kodeksu na papirusie. Paleograficznie datowany jest na IV/V wiek. Zawiera fragmenty Apokalipsy świętego Jana.

## Opis
Zachowały się tylko fragmenty Apokalipsy świętego Jana (9,19-10,2.5-9).

## Tekst
Tekst grecki kodeksu reprezentuje aleksandryjską tradycję tekstualną. Kurt Aland zaklasyfikował go do kategorii II.

## Historia
Tekst rękopisu opublikowany został przez J. Schwartz w 1969 roku. Aland umieścił go na liście rękopisów Nowego Testamentu, w grupie papirusów, dając mu numer 85.
Rękopis datowany jest przez INTF na IV lub V wiek.
Jest cytowany w krytycznych wydaniach Nowego Testamentu (NA27, UBS4).
Obecnie przechowywany jest w bibliotece Uniwersytetu w Strasburgu (P. Gr. 1028).